# Sanford Limited
Sanford Limited ist ein großes neuseeländisches Fischereiunternehmen, dessen Geschäftsfelder Fang, Verarbeitung und Lagerung sowie die Vermarktung von Meeresfrüchten und Produkten aus Aquakulturen umfasst.
Unternehmenssitz des 1904 gegründeten Unternehmens ist Tauranga an der Nordostküste der  Nordinsel Neuseelands. Die Gesellschaft ist eines der 50 größten Unternehmen des Landes und an der New Zealand Exchange gelistet. Haftungsrechtlich ist sie eine Limited, was etwa einer Kommanditgesellschaft ohne Komplementär entspricht.
Hauptfanggebiete sind die Gewässer Neuseelands. Nach Eigendarstellung versucht das Unternehmen, seine Fanggründe schonend zu bewirtschaften.